# Live in Kraków 1996
Live in Kraków 1996 – album koncertowy zespołu Pendragon z 1997 roku. Został nagrany podczas koncertu w Studiu Łęg w Krakowie w 1996 roku.

## Spis utworów
1. As Good as Gold - 7:37
2. Paintbox - 7:52
3. Guardian of my Soul - 13:16
4. Back in the Spotlight - 6:37
5. The Shadow - 9:47
6. Leviathan - 7:00
7. Masters of Illusion - 13:26
8. The Last Waltz - 4:34

## Skład zespołu
- Nick Barrett - śpiew, gitara
- Clive Nolan - instrumenty klawiszowe
- Peter Gee - gitara basowa, gitara
- Fudge Smith - instrumenty perkusyjne